# Betti-Zahl
Im mathematischen Teilgebiet der Topologie sind die Betti-Zahlen eine Folge nichtnegativer ganzer Zahlen, die globale Eigenschaften eines topologischen Raumes beschreiben. Von Henri Poincaré wurde gezeigt, dass sie topologische Invarianten sind. Er benannte die Zahlen nach dem Mathematiker Enrico Betti, da sie eine Verallgemeinerung der von Betti in seiner Arbeit über komplexe algebraische Flächen eingeführten Flächenzahlen sind.

## Definition
Es sei {\displaystyle X} ein topologischer Raum. Dann ist die {\displaystyle i}-te Betti-Zahl von {\displaystyle X}
{\displaystyle b_{i}(X)=\dim _{\mathbb {Q} }H_{i}(X,\mathbb {Q} )} für {\displaystyle i=0,1,2,\ldots }
Dabei bezeichnet {\displaystyle H_{i}(X,\mathbb {Q} )} die {\displaystyle i}-te singuläre Homologiegruppe mit Koeffizienten in den rationalen Zahlen.

## Anschauung

Der Torus

Obwohl die Definition der Betti-Zahlen sehr abstrakt ist, steckt hinter ihr eine Anschauung. Die Betti-Zahlen geben an, wie viele k-dimensionale nicht zusammenhängende Flächen der entsprechende topologische Raum hat. Die ersten drei Betti-Zahlen besagen anschaulich also:
- {\displaystyle b_{0}} ist die Anzahl der Wegzusammenhangskomponenten.
- {\displaystyle b_{1}} ist die Anzahl der zweidimensionalen „Löcher“.
- {\displaystyle b_{2}} ist die Anzahl der dreidimensionalen „Hohlräume“.

Der rechts abgebildete Torus (gemeint ist die Oberfläche) besteht aus einer Zusammenhangskomponente, hat zwei „zweidimensionale Löcher“, zum einen das in der Mitte, zum andern das im Inneren des Torus, und hat einen dreidimensionalen Hohlraum. Die Betti-Zahlen des Torus sind daher 1, 2, 1, die weiteren Betti-Zahlen sind 0.
Ist der zu betrachtende topologische Raum jedoch keine orientierbare kompakte Mannigfaltigkeit, so versagt diese Anschauung allerdings schon.

## Eigenschaften
- {\displaystyle b_{0}(X)} ist die Anzahl der Wegzusammenhangskomponenten von {\displaystyle X}.[1]
- {\displaystyle b_{1}(X)} ist der Rang der abelisierten Fundamentalgruppe von {\displaystyle X}.
- Für eine orientierbare geschlossene Fläche vom Geschlecht {\displaystyle g} ist {\displaystyle b_{0}=1}, {\displaystyle b_{1}=2g}, {\displaystyle b_{2}=1}.
- Allgemein gilt für jede {\displaystyle n}-dimensionale orientierbare geschlossene Mannigfaltigkeit die Poincaré-Dualität:
 {\displaystyle b_{k}=b_{n-k}.}
- Für jede {\displaystyle n}-dimensionale Mannigfaltigkeit {\displaystyle X} gilt {\displaystyle b_{k}=0} für {\displaystyle k>n}.
- Für zwei topologische Räume {\displaystyle X} und {\displaystyle Y} gilt
{\displaystyle b_{n}(X\times Y)=\sum _{\lambda +\mu =n}b_{\lambda }(X)b_{\mu }(Y).}
Das ist eine direkte Folgerung aus dem Satz von Künneth.

## Beispiele
- Die Betti-Zahlen der {\displaystyle n}-Sphäre sind
 {\displaystyle b_{k}(S^{n})=\delta _{k0}+\delta _{kn}={\begin{cases}2&\mathrm {f{\ddot {u}}r} \ n=k=0\\1&\mathrm {f{\ddot {u}}r} \ n\neq k=0\ \mathrm {oder} \ n=k\neq 0\\0&\mathrm {sonst} \end{cases}}}
- Die Betti-Zahlen der reellen projektiven Ebene sind {\displaystyle 1,0,0,0,\ldots }, genau wie die eines einzelnen Punktes und jeder konvexen Menge im {\displaystyle \mathbb {R} ^{n}}. Zwei sehr verschiedene Räume können also in allen Betti-Zahlen übereinstimmen.

## Verwandte Begriffe
Die Euler-Charakteristik ist die alternierende Summe der Betti-Zahlen, d. h.
{\displaystyle {\begin{aligned}\chi (X)&=b_{0}(X)-b_{1}(X)+b_{2}(X)-\cdots \\&=\sum _{i=0,1,\dots }^{}(-1)^{i}b_{i}(X)\end{aligned}}}